# Official Version
Official Version è il terzo album in studio del gruppo musicale belga dei Front 242, pubblicato nel 1987.

## Tracce
1. W.Y.H.I.W.Y.G. – 7:28
2. Rerun Time – 5:25
3. Television Station – 2:41
4. Agressiva Due – 2:58
5. Master Hit (Part 1 & 2) – 7:07
6. Slaughter – 3:36
7. Quite Unusual – 3:49
8. Red Team – 3:50
9. Angst – 1:56